# Cherleton

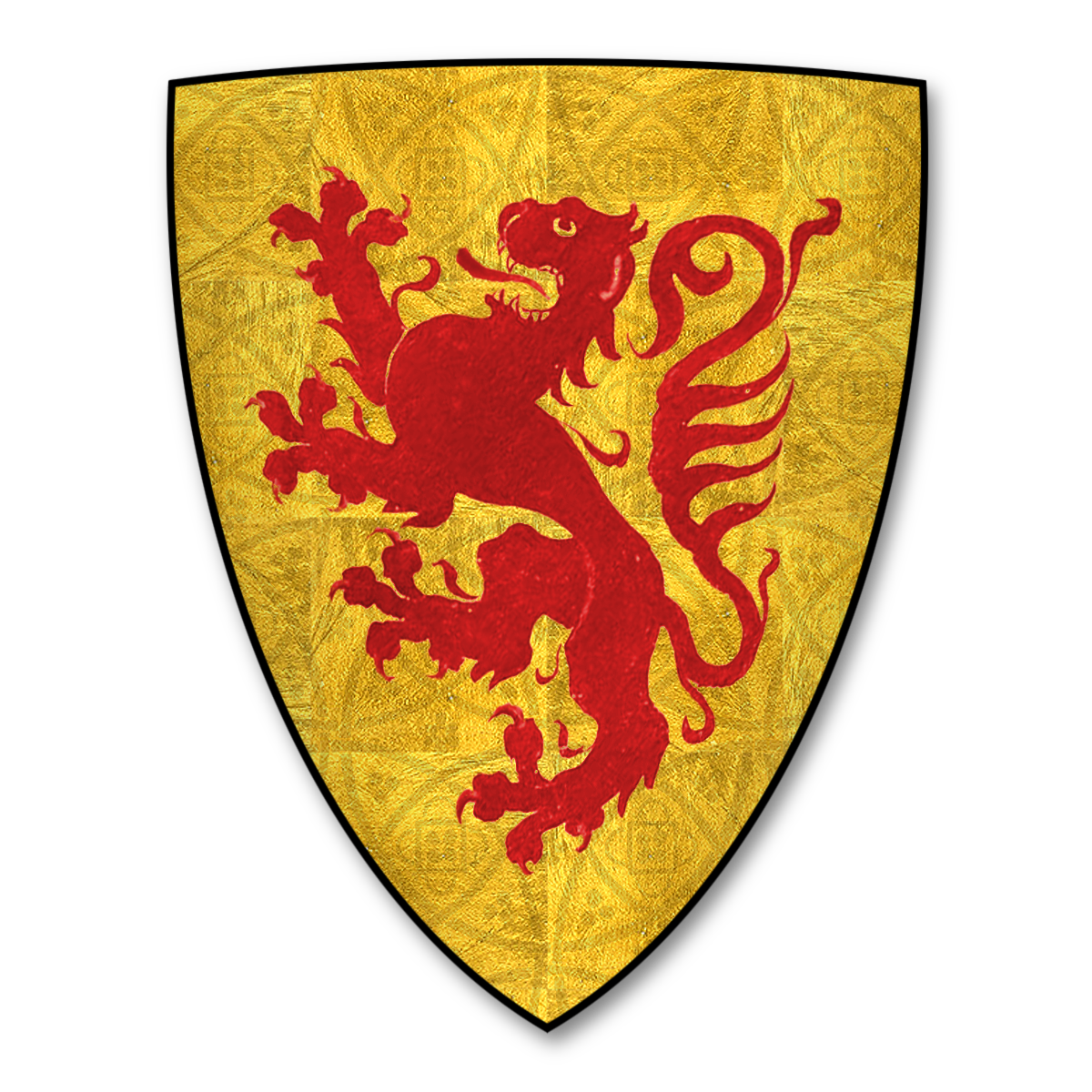
Wappen der Familie Cherleton

Cherleton (auch Charleton oder Charlton) ist der Name einer englischen Adelsfamilie, deren Angehörige im 13. bis 15. Jahrhundert insbesondere als Marcher Lords in den Welsh Marches gewisse Bedeutung erlangte.
Die Familie geht zurück auf Robert Cherleton, der der landed Gentry angehörte und in Cherleton im heutigen Wrockwardine bei Wellington in Shropshire begütert war. Einer seiner Söhne, Sir John Cherleton erwarb durch Ehe mit einer walisischen Erbin die feudale Herrschaft Powys Wenwynwyn einschließlich Powis Castle und wurde 1313 als Baron Cherleton zum Peer erhoben.
Die männliche Stammlinie der Familie erlosch 1421.

## Stammliste (Auszug)
1. Robert Cherleton (* vor 1253)
  1. John Cherleton, 1. Baron Cherleton (1268–1353), Chamberlain of the Household, Gouverneur von Irland, ⚭ Hawise de la Pole
    1. John Cherleton, 2. Baron Cherleton († 1360), Chamberlain of the Household, ⚭ Maud Mortimer
      1. John Cherleton, 3. Baron Cherleton (1334–1374), ⚭ Joan de Stafford
        1. John Cherleton, 4. Baron Cherleton (1362–1401), ⚭ Lady Alice FitzAlan
        2. Edward Cherleton, 5. Baron Cherleton KG (1370–1421), ⚭ I) Alianore de Holand, Countess of March, ⚭ II) Elizabeth Berkeley
          1. Joan de Cherleton (um 1400–1425), ⚭ John Grey, Graf von Tancarville
          2. Joyce de Cherleton (um 1403–1446), ⚭ John Tiptoft, 1. Baron Tiptoft

    2. Isabella de Cherleton († 1397), ⚭ I) John de Sutton († 1359), ⚭ II) Sir Richard le Fisher
    3. Lewis Charlton († 1369), Bischof von Hereford

  2. Thomas Charlton (um 1292–1344), Bischof von Hereford, Lord High Treasurer, Lordkanzler von Irland
  3. Sir Alan Charlton, of Apley Castle, ⚭ Margery fitz Aer
    1. Thomas Charlton, of Apley Castle
      1. Ann Charlton ⚭ William Knightley
      2. Thomas Charlton